# Thénia
Thénia è un comune dell'Algeria, situato nella provincia di Boumerdès.

## Villaggi
- Soumâa